# Ruta de Brouwer

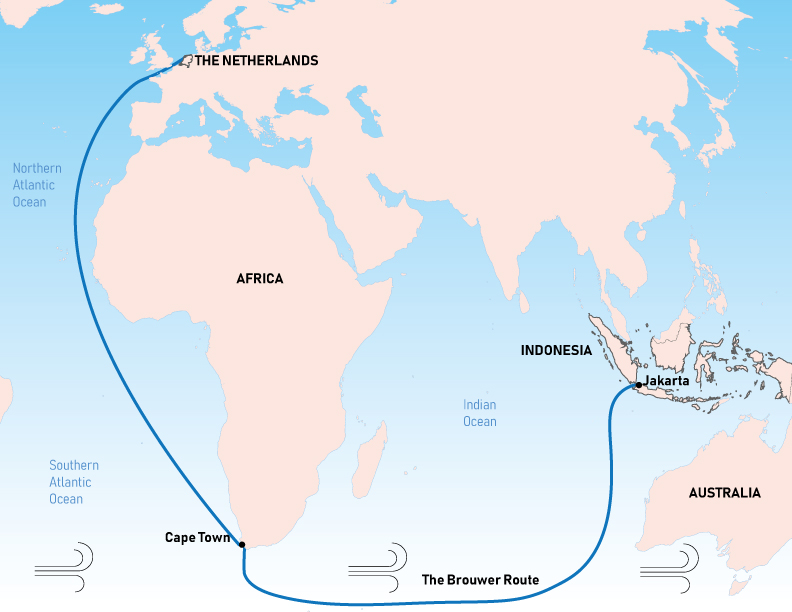
En la Era de la navegación a vela, la ruta de Brouwer —ideada por el navegante neerlandés Hendrik Brouwer en 1611— redujo en gran medida el viaje entre el cabo de Buena Esperanza (Colonia neerlandesa del Cabo) y la isla de Java (Indias Orientales Neerlandesas) desde casi 12 meses a solo unos 6 meses. en comparación con la anterior ruta monzónica que siguieron los árabes y portugueses.

La ruta [de] Brouwer (en inglés: Brouwer Route) fue una importante ruta de navegación a vela usada en el siglo XVII, preferentemente por los neerlandeses, que navegaban desde el cabo de Buena Esperanza hasta las Indias Orientales Neerlandesas, como el tramo oriental de la ruta del Cabo. La ruta llevaba a los barcos hacia el sur desde  El Cabo  (que se encuentra a 34° de latitud sur) entrando en los Rugientes Cuarenta, luego seguía al este a través del océano Índico, antes de girar al noreste hacia la isla de Java. Así se aprovechaban los fuertes vientos del oeste que dan nombre a los Rugientes Cuarenta, que aumentaban significativamente la velocidad de navegación.
Fue ideada en 1611 por el navegante neerlandés Hendrik Brouwer, que encontró que reducía a la mitad la duración del viaje desde Europa a Java, en comparación con la anterior ruta del monzón que usaban los árabes y portugueses, que seguía la costa oriental de África hacia el norte, navegando a través del canal de Mozambique rodeando Madagascar y luego a través del océano Índico, a veces vía la India. En 1616, la Ruta Brouwer era obligatoria para los navegantes neerlandeses.
El capitán Humphrey Fitzherbert, en el Royal Exchange de la Compañía Británica de las Indias Orientales, probó la ruta en 1620, a la que llamaron Southern route (ruta meridional), e inicialmente pensaron que era un gran éxito. Pero el segundo barco inglés en usar la ruta, el Tryall (a veces escrito Trial), calculó incorrectamente la longitud, navegando demasiado al este antes de girar hacia el norte y naufragó en las Tryal Rocks frente a la costa de Pilbara en Australia en mayo de 1622. Los ingleses evitaron entonces la ruta durante los siguientes dos décadas.
El problema con la ruta era que no había una forma precisa, en ese momento, para determinar la longitud y, por lo tanto, saber qué tan lejos hacia el este había viajado un barco. El avistamiento de la isla de Ámsterdam o de la isla de San Pablo era la única señal para que los barcos cambiaran de dirección y se dirigieran al norte. Sin embargo, esto dependía de la experiencia del capitán. En consecuencia, muchos barcos resultaron dañados o naufragaron en rocas, arrecifes o islas en la plataforma continental occidental de Australia, que era prácticamente desconocida para los europeos en ese momento.
La ruta de Brouwer jugó un importante papel en el descubrimiento de la costa occidental de Australia, y en el gran número de barcos que naufragaron a lo largo de esa costa (como el Tryall, el Batavia en 1629, Vergulde Draeck en 1656, el Zuytdorp, en 1712, y el Zeewijk, en 1727). En 1696 Willem de Vlamingh exploró la costa de Australia en busca de supervivientes del Ridderschap van Holland, que había desaparecido en 1694 con 302 almas a bordo. Nunca se encontraron supervivientes ni el barco.